# Col·legi Sagrada Família
El Col·legi Obra Social Sagrada Família de Girona és una escola fundada el 1966 a Girona per les Religioses de Sant Josep de Girona.
Escolaritzar els nens des de la guarderia al cicle superior és l'objectiu principal, però s'ha mantingut com un centre social d'ajuda a les famílies de Vila-roja, la Creueta, Sant Daniel, pisos Barceló i Mas Ramadà, que són algunes zones desafavorides de Girona. Inicialment el centre cobria els serveis bàsics sanitaris i alimentaris dels veïns i a la dècada del 2010 col·labora amb el Banc dels Aliments en la distribució de menjar a les famílies i amb Càritas organitzant activitats extraescolars com tallers lingüístics per l'alfabetització de famílies nouvingudes.
Les germanes Religioses de Sant Josep de Girona defineixen la missió fonamental del seu ideari com la de “viure l'esperit de l'evangeli de Jesús amb les característiques del carisma de Maria Gay i Tibau. “Vetllar i servir”, amb preferència als alumnes més febles i vulnerables. Tant la missió, la visió i els valors del Col·legi Sagrada Família es basen en aquests principis i en la concepció cristiana del món i de la vida. Maria Gay i Tibau fou una religiosa que va dedicar part de la seva vida a atendre malalts necessitats desinteressadament. Al 1870, per seguir amb la seva labor, va fundar l'Institut de Religioses de San José de Girona. Des d'aleshores, la institució ha seguit la seva labor amb obres socials i treball voluntari.
El centre va celebrar els seus 50 anys de fundació el 2016, un moment en què tenia 200 alumnes. Durant tot l'any van fer diverses activitats per commemorar el seu naixement.